# Wo Fat
Wo Fat ist eine US-amerikanische Stoner-Rock-Band aus Dallas, Texas, die im Jahr 2003 gegründet wurde.

## Geschichte
Die Band wurde im Jahr 2003 von Gitarrist und Sänger Kent Stump, Schlagzeuger Michael Walter und Bassist Tim Wilson gegründet. Nachdem sie einige Lieder aufgenommen hatten, erschien im Jahr 2006 das Debütalbum The Gathering Dark. In den Folgejahren erschienen mit Psychedelonaut (2009), Noche del Chupacabra (2011) und The Black Code (2012) drei weitere Alben. Im Jahr 2011 wurde das Debütalbum über Nasoni Records wiederveröffentlicht.

## Stil
Die Band spielt Stoner Rock, der mit der Musik von Bands wie Kyuss, Tummler und Acid King vergleichbar ist. Außerdem werden auch Einflüsse aus Psychedelic Rock und Doom Metal verarbeitet. Tom Lubowski beschrieb in seiner Rezension zu The Singularity den Stil der Band im Metal Hammer als: „Finster, pathetisch und Blues-verwurzelt wie Black Sabbath; sanftmütig und psychedelisch wie The Beatles; ausladend, als würden King Crimson Budgie interpretieren“ und bezeichnete das Album als „ein Monstrum von doomigem Monumentalwerk, eine Versöhnung von Hippietum und dem frühen Hard Rock sowie der intonierte Anspruch, sich als echte Großtat in diverse Jahresbestenlisten einzureihen!“. Er vergab 6 von 7 Punkten.

## Diskografie
- 2006: The Gathering Dark (Album, Red Menace Records)
- 2009: Psychedelonaut (Album, Brainticket Records)
- 2011: Noche del Chupacabra (Album, Nasoni Records)
- 2012: The Black Code (Album, Small Stone Records)
- 2014: The Conjuring (Album, Small Stone Records)
- 2016: Midnight Cometh (Album, Ripple Music)
- 2022: The Singularity (Album, Ripple Music)